# Страшимир Велчев
Страшимир Христов Велчев е български офицер (полковник).

## Биография
Роден е на 27 октомври 1890 година в град Елена. През 1917 година завършва Военното на Негово Величество училище в София, а през 1934 и Военната академия. Служи в 4-ти артилерийски полк, Радомирското огнестрелно отделение, Варненски брегови укрепен пункт и 1-во полско артилерийско отделение.
През 1928 г. капитан Велчев е назначен на служба във 2-ри армейски артилерийски полк, от следващата година е командир на учебната батарея, а от 1931 г. в 3-ти армейски артилерийски полк. На 19 януари 1935 г. е произведен в чин майор, през следващата година е изпратен на служба в 8-а пехотна тунджанска дивизия, на 6 май 1938 и същата година е изпратен като военен аташе в Рим.
В началото на участието на България във Втората световна война (1941 – 1945) Страшимир Велчев е назначен за началник-щаб на 4-та армия (1941), на 6 май 1941 е произведен в чин полковник, през следващата година е началник-щаб на 3-та армия, а по-късно същата година служи като офицер за връзка с чуждите командвания, след което отново е върнат на служба като началник-щаб на 3-та армия. В периода от 22 ноември 1943 до 6 юли 1944 полковник Велчев командва 16-а пехотна дивизия, след което командва 4-та пехотна преславска дивизия. Същата година е назначен на служба в Щаба на войската. Излиза в запас през 1944 година.

## Военни звания
- Подпоручик (1 август 1917)
- Поручик (30 юни 1919)
- Капитан (1926)
- Майор (19 януари 1935)
- Подполковник (6 май 1938)
- Полковник (6 май 1941)

## Образование
- Военно на Негово Величество училище (до 1917)
- Военна академия (до 1934)